# 태즈메이니아 참나무
태즈메이니아 참나무(영어: Tasmanian oak)는 노란색에서 살짤 적갈색의 빛깔의 견목의 용도로 쓰이는 나무, 즉 산물푸레나무 (학명: Eucalyptus regnans), 메스메이트 나무 (학명: Eucalyptus obliqua), 알파인 물푸레나무 (학명: Eucalyptus delegatensis) 등의 오스트레일리아 태즈메이니아주에 자라는 3가지 종류의 나무를 가리킨다. 비록 참나무(영어: oak)라고 칭하지만 참나무속에 분류된 식물이 아니다.
주로 건축, 가구, 판자, 가구, 고급 종이의 원료로 쓰인다.